# Aheda Zanetti
Aheda Zanetti (Trípoli, Líbano; 1967) es una diseñadora de moda australiana de origen libanés de ropa para mujeres que también sigue las reglas de las interpretaciones conservadoras del Islam cuando se practican deportes. Entre otras cosas, Zanetti inventó el hijood como tocado para los deportes y el burkini como traje de baño para las mujeres musulmanas.

## Vida y Trabajo
Nació en Trípoli, Líbano, Zanetti se mudó a Australia con su familia cuando tenía dos años y vivió en Bankstown City, un suburbio de Sídney. Hoy vive y trabaja en Sídney y tiene cuatro hijos. 
Como diseñadora de moda, Zanetti desarrolló el Hijood (también hijjod, un acrónimo de "hijab" y "capucha" por capota), un hiyab en forma de capucha que se supuestamente permitiría a las niñas musulmanas hacer deporte. En 2004, Zanetti lanzó una línea de ropa deportiva para mujeres musulmanas con la marca Ahiida. y fundó la empresa Ahiida Pty Ltd (AHIIDA). El Hijood ha sido adoptado por varios atletas, incluida Ruqaya Al Ghasra de Baréin, quien se convirtió en la primera atleta en usar la ropa en los 200 m femeninos en los Juegos Olímpicos de Verano de 2008 en Pekín, atrayendo la atención mediática.

### Burkini
En 2004, bajo la marca Ahiida, también desarrolló el "Burqini", más conocido en los países de habla alemana como burkini (un acrónimo de burka y bikini ) para nadadoras musulmanas, hecho de una mezcla de tela licra-teflón, más tarde también fabricado en poliéster resistente al cloro. Inicialmente, debido a los problemas masivos entre los australianos blancos y musulmanes a raíz de los atentados del 11 de septiembre de 2001 y los disturbios de Sídney, no tuvo mucho éxito con esta idea. No obstante, logró llevar el burkini con éxito cuando la organización australiana de salvavidas Surf Life Saving Australia (Salvavidas salvando a Australia) estaba buscando mujeres musulmanas y requería trajes de baño apropiados. Según sus propias estimaciones, Zanetti vendió más de 700.000 burkinis en 2016, especialmente en los últimos años a mujeres no musulmanas. Además, el burkini también se volvió internacionalmente interesante para casas de moda como Marks & Spencer en Gran Bretaña.
Tanto los términos burqini como burkini son neologismos de Zanetti y marcas registradas ( Registrad Trade Mark ) de su empresa, pero pronto se consolidaron internacionalmente como nombres genéricos de trajes de baño para mujeres musulmanas. Zanetti expresó su molestia por la prohibición del burkini y los debates sobre la vestimenta de las mujeres musulmanas en Europa y especialmente en Francia. Resalto que la elección de llevar traje de baño es una elección personal y que el burkini no sólo es popular entre las mujeres musulmanas a nivel internacional. También quería dar a las mujeres musulmanas libertades y oportunidades con el burkini que no tenían antes y, por lo tanto, considera que el debate es destructivo. Para ella, el burkini es un símbolo de libertad, no del Islam. Al mismo tiempo, el debate en Europa ha aumentado considerablemente el interés internacional por los burkinis: alrededor del 45 por ciento de las consultas provienen de interesados no musulmanes que quieren protegerse de la luz ultravioleta con un traje de cuerpo completo, por ejemplo.